# Rauch Dániel

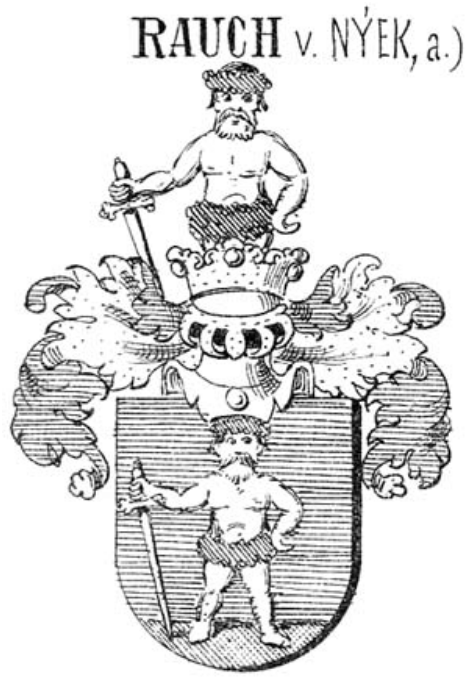
A nyéki Rauch család címere

Nyéki Rauch Dániel (fl. 1613–1663), nedelicei királyi kamarai főharmincados, földbirtokos.

## Élete
A nyéki Rauch család a nemességét illetve családi címerét az Rauch Dániel ősapja Rauch Levin nagyszebeni polgár 1557. május 28-án I. Ferdinánd magyar királytól szerezte meg. A grazi Ferdinandeumba 1613 novemberében iratkozhatott be a magát 17 évesnek, a magyar natióhoz tartozónak valló, a matrikulában soproni identitáséi Rauch Dániel. A gimnáziumi tanulmányok közül 1614-től a syntaxiát, 1616-ban a poétái, majd 1617-ben a rhetori osztályt járta itt; az utóbbi év (1617) márciusában távozott. 
Rauch Dániel 1630 júniusában már nedelicei főharmincadosként tevékenykedett. E fontos hivatalra Esterházy Miklós nádor ajánlotta a szolgálatában álló fiatalembert. Az Esterházy szolgálat kezdete nem ismert, 1629 során titkári feladatokat láthatott el a nádor mellett. Rauch Dániel nem tartozott Batthyány Adám familiárisai közé, de folyamatosan segítette a főurat, Batthyány hívására gyakran személyesen jelent meg a főúr rezidenciáin. Minden bizonnyal e kapcsolatnak és a kölcsönösségnek köszönhette, hogy 1633-ban körmendi lakosként említették. Szolgálatai fejében a Batthyány-uradalmak területén több zálogbirtokot kapott. Közülük a legismertebb Jormansdorf (Gyimótfalva), mely esetében - más főúri gyakorlathoz hasonlóan - a készpénz szűkében lévő Batthyány a zálogbirtokot kocsmával, kocsmáltatási joggal gyarapította, a zálog összegét pedig 2000 forinttal növelni kívánta.  
1646 júniusában jelentős részben gróf Erdődy György váraiból szerzett gabonát a Kanizsa elleni végek ellátásához; Egerszeg ekkor Szentgotthárdról kapta az ellátást, de a szállításhoz kevés szekér állt rendelkezésére. Rauch mind az élelembeszerzés, mind a szállítóeszközök biztosításában fontos szerepet játszott. 1646 augusztusában felsőkáldi Káldy Ferenc vicegenerális számára nagymértékű posztóbeszerzést hajtott végre, de a számítottnál drágábban beszerzett áruból jelentős kára származott, amelynek megtérítését kérte Batthyánytól. Az eddig feltárt részadatok szerint 1648-1649 során Rauch Dániel számvevő és fizetőmesteri feladatokat is ellátott. 1648 őszén bár a vitézlő rend fizetését még nem vihette, e tisztében Légrádra ment. Ugyancsak a katonaság ellátása kapcsán panaszolta 1649 júliusában, szeptemberében Batthyánynak az adók nehéz beszolgáltatását, jelezte a jelentős hiányt. 1649 nyara mindenképpen új szakaszt jelentett hadellátással kapcsolatos, máig kevéssé ismert tevékenységében. 
Rauch Dániel 1661 július 30-án, nedelicei főharmincadosként, még igazolhatóan kamarai szolgálatban állt. Ezt követően a Magyar Kamarához írt levele, beadványa jelenleg nem ismert. Esterházy Pálhoz fűződő familiárisi kapcsolatát a következő esztendőkben is fenntarthatta. Az 1663-1664. évi oszmán háború időszakában az idős Rauch Dániel a Sopron vármegyei inszurrekció szervezésében vett részt. 1663 augusztusában a vármegye inszurrekcióval kapcsolatos végzése, valamint ura seregállítása kapcsán levelezett. A felkelő hadak ügyében 1664 március végén is tevékeny lehetett, ahogy erre Zrínyi Miklós Esterházy Pálhoz írott levele utal. Halálának időpontja jelenleg nem ismert.
Végrendelete is bizonyítja, hogy Rauch otthonosan mozgott a tágabb régió főúri udvaraiban, több vármegye nemesi társadalmában, az egyházi intézmények között. Végakarata szerint fő örökösei felesége, nemes Anna Justina von Fürnberg, két gyermeke, Rauch Zsuzsanna (osztopáni Perneszy Istvánné) lánya és Rauch István fia voltak.

## Házassága és gyermekei
Feleségül vette a nemesi származású von Fürnberg Anna Jusztina (fl. 1657) kisasszonyt, akitől született:  
- nyéki Rauch Zsuzsanna (fl. 1657). Férje: osztopáni Perneszy István (fl. 1647–†1663), a zalalövői vár főkapitánya, zalai és somogyi földbirtokos 17. század második felében.
- nyéki Rauch István (fl. 1657–†Zrin, 1688. június 29.) prekupi őrség kapitánya, 1681-es országgyűlési követ, földbirtokos. Felesége: gersei Pethő Éva Borbála.